# Русалонька (фільм, 1989)
«Русалонька» (англ. The Little Mermaid) — 28-й за рахунком мультфільм, знятий на студії Волта Діснея за мотивами твору Ганса Крістіана Андерсена. Режисери — Рон Клементс та Джон Маскер.
У жовтні 2011 року, після касового успіху повторного-кінопрокату 3D-версії Короля Лева, кіностудія Disney вирішила повторно-випустити у 3D форматі ще чотири свої повнометражні мультфільми, зокрема мультфільми «Красуня та чудовисько 3D», «У пошуках Немо 3D», «Корпорація монстрів 3D» та «Русалонька 3D». Повторний прокат у США «Русалоньки 3D» планувався на 13 вересня 2013 року, але у зв'язку з низькими касовими зборами інших недавніх повторних релізів кінострічок у 3D, реліз скасували 14 січня 2013 року. Замість кінотеатрального релізу, у 2013 році Disney випустив «Русалоньку 3D» на Blu-ray диску.

## Сюжет
Русалонька Аріель, молодша дочка морського царя Тритона, по забудькуватості не з'являється на концерт, влаштований придворним радником — крабом Себастьяном, де вона мала заспівати головну партію. Замість цього вона зі своїм другом, рибкою Флаундером, вирушає в одне з місць корабельних аварій. Мрія Аріель — світ людей, і вона збирає колекцію людських речей із затонулих кораблів. Їх призначення вона дізнається завдяки своєму другові — чайці Скаттлу, який хоч і дурнуватий трохи, але чуйний та добродушний. Після неприємної розмови з батьком з приводу зірваного концерту Аріель упливає у свою таємну печеру, де зберігаються людські предмети побуту. Себастьян, посланий Тритоном для нагляду за дочкою, проникає у печеру та відчитує Аріель за легковажність.
Неподалік пропливає корабель принца Еріка. У день його народження на кораблі влаштовується свято, але у розпал вечірки починається шторм. Намагаючись врятувати свого пса Макса, Ерік потрапляє до пастки та починає тонути. Однак Аріель рятує принца та виносить його на берег поряд з замком. Там він пробуджується під звуки її прекрасного голосу. Коли до нього наближається його опікун Угрюмус, незнайомка зникає, але Ерік не може забути її та ставить собі за мету знайти кохану. Аріель також закохується в Еріка, але балакучий Себастьян ненавмисно видає таємницю цареві Тритону, який ненавидить людей та вважає їх варварами та рибоїдами. Він знаходить таємну печеру дочки й у гніві руйнує своїм тризубцем всю її колекцію.
Коли Аріель гірко оплакувала свою знищену батьком колекцію, до неї раптом припливають мурени Флотсам та Джетс — слуги морської відьми Урсули. Вони пропонують їй допомогу. Будучи вигнаньцями палацу, Урсула давно спостерігає за царським сімейством у пошуках зручного шансу повернутися назад. Від безвиході Русалонька вирішується піти на угоду з морською відьмою. Договір полягаяє у наступному: Урсула дає Аріель людські ноги за умови, що протягом наступних трьох днів принц поцілує її поцілунком істинної любові. Якщо цього не відбудеться, дівчина знову перетвориться на русалку і буде вічно належати Урсулі (як і безліч інших її рабів, про що Русалонька поки не підозрює). Взамін за цю послугу відьма вимагає плату — голос Аріель, який вона ховає до свого медальйону-мушлі. Аріель, яка нічого не знає про справжні задуми Урсули (адже хитра лиходійка насправді хоче використати русалоньку для того, щоб потім обміняти її на корону та тризуб Тритона і тим самим загарбати всю владу в Атлантиці до своїх рук), укладає з нею договір та набуває людської подоби, але при цьому позбавляється голосу.
На березі Аріель знаходить Ерік, і він дізнається, що вона німа. Однак, вона чимось нагадує йому його таємничу рятівницю, і Ерік запрошує дівчину до палацу. Себастьян, Флаундер та Скаттл йдуть за нею, щоб допомогти русалоньці. Наступного дня вони вирушають на прогулянку у човні. Принц майже цілує Русалоньку, але прислужники відьми перевертають човен. Урсула, бачачи, що її підступний план під загрозою, перетворюється на красиву дівчину Ванессу з голосом Аріель та зачаровує Еріка. Під дією чар принц робить їй пропозицію, що стає важким потрясінням для русалоньки.
Наприкінці третього дня весільний корабель відпливає у море. Убита горем, Аріель залишається на березі. Скаттл, пролітаючи над судном, чує голос Аріель та виявляє, що насправді новоявлена наречена принца — це Урсула, але в іншому вигляді. Дізнавшись про це, Аріель намагається наздогнати корабель вплав. Підбурювані Скаттлом птиці та мешканці водного світу влаштовують погром на кораблі, намагаючись затримати весілля. У загальній плутанині Ванесса ненавмисно упускає свій медальйон, який розбивається вщент. Чари зняті, Ерік виходить з-під гіпнозу, і до Аріель повертається її голос. Проте принц не встигає поцілувати русалоньку — сонце вже заходить.
Аріель знову стає русалкою, Ванесса перевтілюється в Урсулу і її відносить у море. На їх шляху виникає цар Тритон, якому Себастьян повідомив про подію. Щоб врятувати дочку, він добровільно віддає корону та тризуб Урсулі і внаслідок перетворюється на її нового раба — сірого черв'якоподібного поліпа. Ерік пірнає на дно у надії врятувати кохану, але Флотсам та Джетс намагаються йому перешкодити, внаслідок чого гинуть. У гніві Урсула перетворюється на гігантського монстра та влаштовує бурю в океані. Піднявшись на один з піднятих з дна кораблів, Ерік дає бій Урсулі та вбиває її, простромивши її бушпритом корабля. До Тритона повертаються його корона та тризуб, а Еріка виносить на морський берег. Бачачи, як Аріель і Ерік люблять один одного, морський цар вирішує переглянути свої погляди стосовно людей, внаслідок чого робить свою дочку людиною та відпускає її. Ерік і Аріель одружуються.

## Персонажі

### Аріель

Аріель ворожить на квітці

«Як світ, у якому створені такі прекрасні речі може бути поганий?» (англ. «I don't see how a world that makes such wonderful things could be bad.») — Аріель
Аріель — принцеса підводного королівства Атлантики, наймолодша з дочок морського царя Тритона. Їй 16 років. Дуже сильно цікавиться людськими речами (чого не схвалює її батько). Закохана у принца Еріка.
Персонаж Аріель був оснований на русалоньці з оригінальної казки Андерсена, але співрежисер та сценарист Рон Клементс вважав, що історія занадто трагічна та сумна, тому змінив її. Оригінальний дизайн Аріель було розроблено аніматором Гленом Кіном, за словами якого, зовнішній вигляд героїні було засновано на його дружині. Іншим праобразом для зовнішності Аріель стала актриса Алісса Мілано, якій було на той час 16. Живою моделлю для русалоньки стала Шеррі Стоунер. Рух волосся Аріель під водою було намальовано, враховучи кадри з першою астронавткою Саллі Райд у космосі.

### Урсула
«Донька Тритона стане моєю. Як він буде страждати! Нарешті я зловлю його на гачок!» (англ. «Triton's daughter will be mine, and then I'll make him writhe. I'll see him wriggle like a worm on a hook!») — Урсула
Урсула — злісна морська відьма, головна мета якої захопити владу над Атлантикою. Урсула живе на глибині океану, у печері, що нагадує скелет морську змію. Володіє цілим садом поліпів, які раніше були русалками. Вони уклали з нею угоди. Багато років тому жила у палаці Тритона, але її вигнали за спробу привласнити собі владу над Атлантикою. Мріючи помститися, Урсула замислює підступний план, реалізувати який їй допомагають мурени Флотсам та Джетсам. За цим планом Аріель укладає угоду щоб познайомитися з принцом, але з умовою, що принц до заходу сонця третього дня закохано поцілує Аріель. Відьма перетворює Аріель у людину, але в обмін забирає її голос. Потім перетворюється на дівчину на ім'я Ванесса, щоб до заходу сонця третього дня Аріель не встигла поцілуватися з Еріком та перетворилася назад у русалку, таким чином, ставши власністю Урсули. Тим самим, відьма хотіла шантажувати Тритона, щоб той в обмін на свободу дочки віддав їй тризуб та корону. Відьмі вдається отримати все те, що вона хотіла, але її перемагає принц Ерік, вразивши злодійку бушпритом затонулого корабля.
Спочатку, анімацією Урсули повинен був зайнятися Глен Кін, через своє вміння малювати великі та потужні фігури на кшталт ведмедя з «Лис та мисливський пес» або професора Ретігана з «Великий мишачий детектив», але незабаром, він був замінений іншим аніматором, Рубеном Аквіно. Сама Урсула спочатку замислювалася як русалка, потім її змінили, і вона стала схожа на «рибу-лева» або «рибу-скорпіона». Але одного разу, Метт О'Каллаган, працював над розкадровкою фільму, переглянувши підводні знімання восьминогів, запропонував зобразити Урсулу у вигляді восьминога. Головним натхненням для створення Урсули послужив сценічний образ співака-травесті Дівайна. Прототипами для лиходійки також послужили Мадам Медуза з м/ф «Рятівники», актриса Норма Десмонд й актриса (Пет Керролл), що подарувала героїні свій голос. Урсула також стала прототипом для створення Аїда, лиходія з мультфільму «Геркулес».

## Створення
Мультфільм «Русалонька» спочатку планувався стати одним з короткометражних анімаційних фільмів із серії «Silly Symphonies» («укр. Смішні симфонії»), причому з використанням віньєток казок Ганса Крістіана Андерсена. Виробництво фільму почалося наприкінці 1930-х років, одразу після виходу мультфільму «Білосніжка і сім гномів», але незабаром було припинено через створення іншого мультфільму студії Disney за мотивами казки Андерсена «Гидке каченя» (1939).

## Русалонька: Мюзикл
За 18 років після виходу мультфільму, за його мотивами на Бродвеї вийшов мюзикл «Русалонька». Його прем'єра відбулася 3 листопада 2007 року, але мюзикл був тимчасово Закрито 10 листопада 2007 року, в зв'язку з страйком робітників на Бродвеї. Спочатку показ мюзиклу мав бути відновлений 6 грудня 2007, але незабаром дата показу була перенесена на 10 січня 2008 года. В американській версії, Аріель зіграли актриси бродвейських мюзиклів, Сьєрра Боггесс та Челсі Морган Сток (як заміна для Боггесс). Оригінальна постановка Бродвею була закрита 30 серпня 2009, Півтора року потому виходу мюзиклу, переважно через поганих відгуків.

## Цікаві факти
- Композитор мультфільму Алан Менкен отримав за роботу над мультфільмом премію «Оскар» 1990 року в номінаціях «Найкраща пісня» та "Найкраща музика (мюзикл або комедія) ". Також мультфільм отримав приз «Золотий глобус» у номінаціях «Найкраща пісня з фільму», «Найкраща музика до фільму» та висувався на «Золотий глобус» у номінації «Найкращий фільм, комедія або мюзикл». 1991 року мультфільм здобув премію «Греммі».
- Персонажі з мультфільму використовувалися в акції Національного фонду морського спадщини (NMSF) та Національної адміністрації США з океанографії та атмосфері (NOAA), яка була спрямована на привернення уваги до проблемі негативного техногенного та антропогенного впливу на екосистему світового океану[23][24].
- Мультфільм встановив абсолютний рекорд з продажу серед колекційних «платинових» видань[25].
- Після першої екранізації у мультфільму з'явилися продовження — «Русалонька 2: Поклик моря» та передісторія — «Русалонька: Дитинство Аріель». Також існує серіал про пригоди персонажів мультфільму (посилання)
- Сестер Аріель звуть акваторії Аз, Андріна, Аріста, Аттіньї, Аделла та Алана.
- Аріель була єдиною з сестер, у якої не було постійних прикрас у волоссі.
- Сцена, у якій з'ясовується, що Урсула є сестрою Тритона, була вирізана з мультфільму.
- Пісня «Безталанна Душа» (англ. Poor Unfortunate Souls) посіла 5-те місце в огляді «Top 11 villain songs» відомого Nostalgia Critic.
- У процесі трансформації Урсули в Ванессу її обличчя на мить набуває вигляду Стервелла Де Віль.
- Місто в мультфільмі «Красуня та Чудовисько» має таку ж будову (будинки, фонтан), як і місто, по якому гуляють Аріель та Ерік.
- Краб Себастьян і один з вугрів Урсули мигцем з'являються в мультсеріалі «Геркулес». Їх можна бачити на початку 38 серії 1 сезону.

## Оригінальне озвучування
| Персонаж       | Виконавець               | Аніматор (и)                          | Належність  |
| -------------- | ------------------------ | ------------------------------------- | ----------- |
| Аріель         | Джоді Бенсон             | Глен Кін, Марк Генн, Джеймс Бакстер   | Позитивний  |
| Принц Ерік     | Крістофер Деніел Барнс   | Меттью О'Каллаган                     | Позитивний  |
| Флаундер       | Джейсон Марін            | Девід Пруіксма                        | Позитивний  |
| Себастьян      | Семюел І. Райт           | Дункан Марджорібенкс                  | Позитивний  |
| Скаттл         | Бадді Гекетт             | Рик Фарма                             | Позитивний  |
| Цар Тритон     | Кеннет Марс              | Андреас дежа                          | Позитивний  |
| Угрюмус        | Бен Райт                 | Вілл Фінн                             | Позитивний  |
| Урсула         | Пет Керролл              | Нік Раньєрі, Рубен Аквіно             | Негативний  |
| Ванесса        | Джоді Бенсон/Пет Керролл | Нік Раньєрі, Кріс Бейлі, Андреас Дежа | Негативний  |
| Флотсам/Джетс  | Педді Едвардс            |                                       | Негативний  |
| Луї            | Рене Обержонуа           |                                       | Нейтральний |
| Карлотта       | Еді Макклерг             | Ентоні Дерозьє                        | Позитивний  |
| Морський коник | Вілл Райан               |                                       | Позитивний  |

## Український дубляж
Фільм дубльовано студією «Le Doyen» на замовлення «Disney Character Voices International» у 2017 році.
- Режисер дубляжу — Констянтин Лінартович
- Перекладач тексту та пісень — Роман Кисельов
- Музичний керівник — Тетяна Піроженко
- Диктор — Михайло Войчук

### Ролі дублювали
- Ліза Курбанмагомедова — Аріель
- Ігор Тимошенко — Себастьян
- Юрій Висоцький — Тритон
- Олег Александров — Флаундер
- Тамара Яценко — Урсула
- Павло Скороходько — Скорик
- Дмитро Сова — Ерік
- Андрій Альохін — Луї

### А також
- Людмила Суслова
- Валерій Легін

## Прийом у критиків
Мультфільм був дуже тепло прийнятий критиками, які відзначили цікаву адаптацію сюжету, прекрасну анімацію та ретельно продумані образи головних героїв, а в особливості самої русалоньки Аріель. Окремих похвал удостоїлося музичний супровід до мультфільму, який згодом отримав і безліч офіційних нагород, зокрема «Оскар» та «Золотий глобус». На сайті Rotten Tomatoes 90 % всіх рецензій щодо «Русалоньки» — позитивні. У світлі цього окремі негативні зауваження, які переважно критикують істотну різницю між сценарієм екранізації та оригінальною історією від Ганса Крістіана Андерсена, здаються абсолютно незначними. «Русалонька» відродила інтерес до анімації в усьому світі та стала справжньою віхою в історії студії Діснея та мультиплікації у цілому.